# Fernheizkraftwerk Volta
Das Fernheizkraftwerk Volta ist ein im Jahr 1980 fertiggestelltes Fernheizkraftwerk in Basel, Schweiz. Der 100 Meter hohe Kamin ist das fünfthöchste Bauwerk in Basel. Das Fernheizkraftwerk wurde von dem Architekturbüro Himmelsbach entworfen und nach Alessandro Volta benannt.
Das Fernheizkraftwerk Volta dient der Bereitstellung von Spitzenlasten im Basler Fernwärmenetz. Die Grundlast liefert die Kehrichtverbrennungsanlage Basel. Seit der Renovierung im Jahr 2007 dient das Fernheizkraftwerk Volta auch der Stromerzeugung, wobei der Betrieb wärmegeführt erfolgt, also nur Strom erzeugt wird, wenn auch Fernwärme benötigt wird. Als Brennstoff verwendet das Fernheizkraftwerk Erdgas.
Die Kraft-Wärme-Kopplungsanlage wird nur während der Heizperiode betrieben. Sie erzeugt dann 80 MW bis 90 MW Wärmeleistung und 20 MW elektrische Leistung. Das Kraftwerk deckt damit während der Heizperiode in etwa ein Zehntel des Energiebedarfes der Stadt Basel ab.